# Vermijdende persoonlijkheidsstoornis
De vermijdende persoonlijkheidsstoornis, voorheen ontwijkende persoonlijkheidsstoornis (OPS) genoemd, is een Cluster C-persoonlijkheidsstoornis die zich kenmerkt door geremdheid en het gevoel minderwaardig te zijn. Tevens zijn mensen met een vermijdende persoonlijkheidsstoornis meer dan normaal gevoelig voor kritiek of een negatief oordeel.
Mensen met deze aandoening beschouwen zichzelf als sociaal ondergeschikt of onaantrekkelijk. Ze hebben behoefte aan sociaal contact, maar vermijden dit uit angst om afgewezen te worden. De stoornis openbaart zich doorgaans in de vroege volwassenheid. De prevalentie is 1.5-2.5%.

## Onderzoek
Uit onderzoek blijkt dat mensen met een vermijdende persoonlijkheidsstoornis, net als mensen met een sociale fobie, zeer veel aandacht hebben voor hun eigen reacties in het sociale verkeer. In tegenstelling tot mensen met een sociale fobie letten ze echter ook sterk op de reacties van hun omgeving en heeft de problematiek een meer gegeneraliseerd karakter. De chronische stress waaraan men hierdoor komt bloot te staan is mogelijk de verklaring voor het weifelende taalgebruik en de zwijgzaamheid van personen met een vermijdende persoonlijkheidsstoornis. Men zou zo druk zijn met het wegen en beoordelen van sociale interacties dat het verbaal eraan deelnemen erbij inschiet. 
Niet alle wetenschappers zijn er overigens van overtuigd dat er onderscheid gemaakt moet worden tussen een vermijdende persoonlijkheidsstoornis en sociale fobie. Een onderzoek uit 2005 concludeert bijvoorbeeld dat de twee stoornissen in wezen in gradatie verschillende uitingen van één stoornis zijn.

## Geschiedenis
De eerste vermeldingen van de vermijdende persoonlijkheidsstoornis dateren uit het begin van de twintigste eeuw, al kreeg het pas vele jaren later de benaming "ontwijkende persoonlijkheidsstoornis". In zijn werk uit 1911 genaamd Van Dementia Praecox tot de groep van schizofrenieën beschreef de Zwitserse psychiater Eugen Bleuler patiënten die kenmerken van de vermijdende persoonlijkheidsstoornis vertoonden. Ontwijkende en schizoïde patronen werden vaak met elkaar verward of als synoniemen gebruikt totdat de Duitse psychiater Kretschmer in 1921 een onderscheid maakte. Dit onderscheid maakte hij met behulp van de eerste relatief volledige beschrijving die hij zelf had opgesteld.

## Kenmerken
Mensen met een ontwijkende persoonlijkheidsstoornis worden volledig in beslag genomen door hun eigen tekortkomingen. Ze vormen enkel relaties met anderen als ze ervan overtuigd zijn dat ze niet afgewezen zullen worden. Verlating en afwijzing is voor mensen met een vermijdende persoonlijkheidsstoornis vaak dermate pijnlijk dat ze er nog liever voor kiezen om eenzaam te zijn dan dat ze proberen contacten aan te gaan. Mensen met een vermijdende persoonlijkheidsstoornis kunnen de volgende kenmerken vertonen:
- Overgevoeligheid voor afwijzing/kritiek
- Zelfopgelegd sociaal isolement
- Extreme verlegenheid of angst in sociale situaties, al heeft men een sterk verlangen naar hechte en intieme relaties
- Vermijden van lichamelijk contact omdat dit in verband gebracht wordt met onaangename of pijnlijke prikkels
- Gevoelens van onbekwaamheid
- Een extreem laag zelfbeeld
- Zelfhaat
- Wantrouwig naar anderen toe
- Emotioneel afstandelijk wat betreft intimiteit; al is de behoefte naar intimiteit wel aanwezig
- Uiterst zelfbewust
- Zelfkritisch over hun problemen met betrekking tot anderen
- Problemen in het beroepsmatig functioneren
- Zichzelf beschouwen als eenzaam, al vinden anderen de relatie met deze persoon misschien wel zinvol
- Gevoelens van minderwaardigheid naar anderen toe
- Het gebruiken van fantasie als een vorm van escapisme om zo pijnlijke gedachten te stoppen
- In extreme gevallen soms agorafobie

## Oorzaken
Er zijn tot nu toe nog geen duidelijke oorzaken vastgesteld. Men vermoedt dat een ontwijkende persoonlijkheidsstoornis ontstaat door een combinatie van sociale, genetische en psychologische factoren. Er is mogelijk een verband tussen de ontwijkende persoonlijkheidsstoornis en erfelijke temperamentsfactoren. Met name verschillende angststoornissen die zich tijdens de kindertijd en jeugd openbaren kunnen in verband worden gebracht met een temperament dat gekenmerkt wordt door gedragsmatige geremdheid (gedragsinhibitie), verlegenheid, angst, en terughoudendheid in nieuwe situaties. Deze erfelijke kenmerken vormen mogelijk een genetische aanleg voor een vermijdende persoonlijkheidsstoornis. Externe factoren zijn: emotionele verwaarlozing op jonge leeftijd en afwijzing door leeftijdsgenoten (zoals pesten) wordt eveneens in verband gebracht met een verhoogd risico op de ontwikkeling van een vermijdende persoonlijkheidsstoornis.

## Subtypes
Psycholoog Theodore Millon merkte op dat de meeste patiënten, naast de symptomen van hun primaire persoonlijkheidsstoornis, ook symptomen van één of meerdere secundaire persoonlijkheidsstoornissen vertonen. Volgens Millon kan de ontwijkende persoonlijkheidsstoornis in vier subtypen onderverdeeld worden:
| Subtype              | Kenmerken |
| -------------------- | --- |
| Fobisch type         | Algemene onrust maakt plaats voor een te vermijden tastbare onbezonnenheid; onzekerheid en onrust als gevolg van een welbepaald verschrikkelijk iets of weerzinwekkende omstandigheden.                           |
| Tegenstrijdig type   | Innerlijke onenigheid en tweestrijd; angst voor zowel afhankelijkheid als onafhankelijkheid; veranderlijk; aarzelend, verward, gekweld, gevoelsuitbarstingen, verbitterd; angstgevoel dat niet te verhelpen valt. |
| Hoogsensitief type   | Uiterst bedachtzaam en wantrouwig; afwisselend paniekerig, doodsbang en gespannen, gevolgd door overgevoeligheid, zenuwachtigheid en prikkelbaarheid.                                                             |
| Zelf-verwerpend type | Zelfbewustzijn verdringen of fragmenteren; pijnlijke herinneringen verdringen; ondraaglijke gedachten en impulsen verwerpen; uiteindelijk zichzelf verwerpen (suïcidaal).                                         |

## DSM-IV classificatie
Het DSM-IV definieert de ontwijkende persoonlijkheidsstoornis als een aanhoudend patroon van sociale geremdheid, gevoelens van minderwaardigheid en een overgevoeligheid voor negatieve beoordeling. De stoornis uit zich in de vroege volwassenheid in verschillende situaties.

## Behandeling
De beste basis voor een behandelingsplan is een probleemgerichte aanpak waarbij de keuze van de behandelingsstrategie gebaseerd is op een uitgebreide, geïndividualiseerde formulering die rekening houdt met symptomen, emotioneel en relationeel functioneren en de copingstrategieën.
De ontwijkende persoonlijkheidsstoornis wordt behandeld met verschillende technieken, waaronder sociale vaardigheidstraining, cognitieve gedragstherapie, exposure-therapie om geleidelijk aan sociale contacten op te bouwen, groepstherapie om sociale vaardigheden te oefenen, en soms medicatie. 
Een Cluster C-persoonlijkheidsstoornis kan ook succesvol behandeld worden met schematherapie, zelfs bij oudere (62+ jaar) volwassenen.
Het vertrouwen van de patiënt krijgen en behouden is van essentieel belang, aangezien mensen met een vermijdende persoonlijkheidsstoornis geneigd zijn therapiesessies te vermijden als ze de therapeut niet vertrouwen of bang zijn om afgewezen te worden. Het voornaamste doel van zowel individuele therapie als groepstherapie is het uitdagen en corrigeren van de negatieve gedachten(patronen) van de patiënt.